# Chilomycterus geometricus
Chilomycterus geometricus és una espècie de peix de la família dels diodòntids i de l'ordre dels tetraodontiformes que es troba al Brasil. És un peix marí i de clima tropical.